# Villereau
|  | Per a altres significats, vegeu «Villereau (Nord)». |

Villereau és un municipi del departament del Loiret, a la regió de Centre (França). L'any 2007 tenia 390 habitants.

## Demografia

### Població
El 2007 la població de fet de Villereau era de 390 persones. Hi havia 137 famílies, de les quals 20 eren unipersonals (8 homes vivint sols i 12 dones vivint soles), 43 parelles sense fills, 66 parelles amb fills i 8 famílies monoparentals amb fills.
La població ha evolucionat segons el següent gràfic:

### Habitatges
El 2007 hi havia 155 habitatges, 139 eren l'habitatge principal de la família, 8 eren segones residències i 7 estaven desocupats. 153 eren cases i 2 eren apartaments. Dels 139 habitatges principals, 126 estaven ocupats pels seus propietaris, 10 estaven llogats i ocupats pels llogaters i 3 estaven cedits a títol gratuït; 2 tenien dues cambres, 11 en tenien tres, 33 en tenien quatre i 93 en tenien cinc o més. 120 habitatges disposaven pel capbaix d'una plaça de pàrquing. A 35 habitatges hi havia un automòbil i a 99 n'hi havia dos o més.

### Piràmide de població
La piràmide de població per edats i sexe el 2009 era:
| Homes | Edats   | Dones |
| ----- | ------- | ----- |
| 0     | 95 o +  | 0     |
| 0     | 90 a 94 | 0     |
| 0     | 85 a 89 | 0     |
| 0     | 80 a 84 | 0     |
| 0     | 75 a 79 | 8     |
| 8     | 70 a 74 | 4     |
| 0     | 65 a 69 | 4     |
| 4     | 60 a 64 | 4     |
| 8     | 55 a 59 | 0     |
| 12    | 50 a 54 | 16    |
| 32    | 45 a 49 | 20    |
| 12    | 40 a 44 | 24    |
| 12    | 35 a 39 | 4     |
| 8     | 30 a 34 | 8     |
| 8     | 25 a 29 | 8     |
| 8     | 20 a 24 | 16    |
| 24    | 15 a 19 | 16    |
| 24    | 10 a 14 | 32    |
| 12    | 5 a 9   | 4     |
| 4     | 0 a 4   | 0     |

## Economia
El 2007 la població en edat de treballar era de 268 persones, 219 eren actives i 49 eren inactives. De les 219 persones actives 208 estaven ocupades (111 homes i 97 dones) i 11 estaven aturades (5 homes i 6 dones). De les 49 persones inactives 25 estaven jubilades, 17 estaven estudiant i 7 estaven classificades com a «altres inactius».

### Ingressos
El 2009 a Villereau hi havia 146 unitats fiscals que integraven 415 persones, la mediana anual d'ingressos fiscals per persona era de 20.040 €.

### Activitats econòmiques
Dels 5 establiments que hi havia el 2007, 1 era d'una empresa de fabricació d'altres productes industrials, 1 d'una empresa de construcció, 1 d'una empresa de comerç i reparació d'automòbils i 2 d'empreses classificades com a «altres activitats de serveis».
Dels 2 establiments de servei als particulars que hi havia el 2009, 1 era un guixaire pintor i 1 perruqueria.
L'únic establiment comercial que hi havia el 2009 era una botiga de menys de 120 m².
L'any 2000 a Villereau hi havia 11 explotacions agrícoles que ocupaven un total de 693 hectàrees.

## Equipaments sanitaris i escolars
El 2009 hi havia una escola elemental integrada dins d'un grup escolar amb les comunes properes formant una escola dispersa.

## Poblacions properes
El següent diagrama mostra les poblacions més properes.